# 福耳
福耳（ふくみみ、plump ears）は、耳たぶが大きく肉の厚い耳のことであり、福相の印とされる（コトバンク）。金運に恵まれ福運があると言われる。
福耳で最も良いと言われている形は、耳たぶが真下に垂れ下がらずその上に米粒が乗るぐらい口の方に向かっている相。また釈尊の三十二相八十種好のひとつ。鎌倉時代成立の『沙石集』巻8第15話「耳を売る人の事」に説話（内容は福耳を売った僧侶が幸運を逃す）がみえる。後代では江戸時代の歌舞伎の演目『時今也桔梗旗揚』（文化5年/1808年）二幕に「貧乏耳でも福耳でも並んで置いて引っこ抜く」というセリフが見られる（コトバンク）。
縁起のいい事から日本の神に多い。
- 恵比寿
- 大黒天
- 布袋尊